# Acero recubierto de cobre
El acero recubierto de cobre o acero revestido de cobre, conocido también por su acrónimo en inglés CCS (de copper-clad steel o copper-covered steel), es un producto bimetálico ampliamente utilizado en la industria del cable que combina la alta resistencia mecánica del acero con la conductividad y resistencia a la corrosión del cobre. Su principal propósito ha sido utilizarlo como cables de caída para los hilos telefónicos, y como conductor interno de los cables coaxiales, incluidos cables delgados como el RG174 y el cable de televisión. Los principales productores se encuentran en Argentina, Brasil y Estados Unidos.
El acero revestido de cobre se produce mediante la unión metalúrgica de cobre con un núcleo de alambre de acero. El CCS engloba los beneficios del cobre y del acero, en un producto con fortaleza mecánica y resistencia a la corrosión. La temperatura y presión del proceso aseguran un recubrimiento de cobre unido de manera uniforme y firmemente adherente.
Existen para este producto muchas aplicaciones en las que se requiere una fuerza mayor que la del cobre macizo, pero se prefiere también la resistencia a la corrosión del cobre. Las industrias que se benefician de este material incluyen las de telecomunicaciones, automotriz, militar, de servicios públicos y geofísicas... Algunas de las diversas aplicaciones incluyen conductores de tierra y alfombrillas antiestáticas, alambre para acometidas telefónicas o coaxiales, componentes electrónicos, blindajes de radiofrecuencia, alambre para edificios, para bobinados, arneses de cableado automotriz, fabricación de monedas, etc.